# Генрі Фіц-Рой
Ге́нрі Фіц-Рой, 1-й герцог Ри́чмонд і Со́мерсет (англ. Henry FitzRoy, 1st Duke of Richmond and Somerset; 15 червня 1519 — 22 липня 1536) — офіційно визнаний позашлюбний син короля Англії Генріха VIII і Елізабет Блаунт. Не зважаючи на своє походження, довгий час вважався можливим спадкоємцем англійського престолу.

## Біографія
Генрі Фіц-Рой народився в монастирі Святого Лаврентія в Блекморі, графство Ессекс, 15 червня 1519 року. Його хрещеним батьком став кардинал Томас Волсі, лорд-канцлер Генріха VIII. 7 червня 1525 року Фіц-Рой був посвячений в кавалери ордена Підв'язки, а 18 червня його проголосили пером і король подарував хлопчикові титули герцога Ричмонда і Сомерсета та графа Ноттінгема, що традиційно призначалися для принців крові. У тому ж році йому було даровано звання лорда-адмірала Англії, Ірландії, Уельса, Нормандії, Гасконі і Аквітанії, а також безліч інших посад. Генріх будував плани відносно проголошення Фіц-Роя королем Ірландії, а присвоєнням йому почесних титулів було підготовкою до цього.
Його дружина, Катерина Арагонська, серйозно побоювалася, що за відсутності спадкоємця чоловічої статі король, в обхід своєї доньки Марії, зробить своїм наступником бастарда. Хоча титул спадкоємиці, принцеси Уельської, носила Марія.
Фіц-Рой тим часом жив в замку Шеріфф Хаттон (англ. Sheriff Hutton Castle) в Йоркширі. Його батько приділяв особливу увагу освіті і вихованню сина. У юного герцога Ричмонда була належна принцові численна свита і найкращі вчителі. Одним з його наставників був Річард Крок, філолог з Кембриджа, що викладав йому латину і давньогрецьку. В десять років хлопчик вже перекладав уривки з творів Цезаря і Вергілія. Також в програму були включені уроки співу і гри на верджінелі, їзда верхи, стрільба з лука і полювання, яким Фіц-Рой присвячував все більше часу.
Восени 1532 року Фіц-Рой супроводжував Генріха на зустріч в Кале з королем Франції Франциском I, а потім поїхав в Париж разом з поетом Генрі Говардом, графом Сурреєм, де залишався до вересня 1533 року. Після повернення до Англії Фіц-Рой повінчався з леді Мері Говард, дочкою Томаса Говарда, 3-го герцога Норфолка, і його дружини леді Елізабет Стеффорд. Весілля відбулося 28 листопада 1533 року. Шлюб Фіц-Роя з єдиною донькою Норфолка був завершальним кроком в приготуваннях до звання спадкоємця престолу. Передбачалося, що незабаром подружжя Ричмонд вирушить до Ірландії, але їм довелося залишитися в Англії, ймовірно, через слабке здоров'я Генрі.
У червні 1536 року, після страти Анни Болейн і одруження короля з Джейн Сеймур, парламент прийняв другий Акт про наслідування престолу, згідно з яким леді Марія, принцеса Єлизавета і Генрі Фіц-Рой оголошувалися незаконнонародженими. Враховуючи відсутність у короля законних спадкоємців, йому було надано право призначити наступника на власний вибір. Багато хто вважав, що Генріх неодмінно віддасть перевагу сину.
Але 22 липня Фіц-Рой раптово помер від швидкоплинних сухот. Герцог Норфолк отримав наказ організувати скромні похорони. Генрі Фіц-Роя поховали в Тетфорді, але незабаром після ліквідації монастирів його тіло було перезаховане в церкві Святого Архангела Михаїла у Саффолці, фамільній усипальні роду Говардів.

## Образ у мистецтві
- У драматичному телесеріалі «Тюдори» персонаж Генрі Фіц-Роя помирає під час епідемії пітниці у віці трьох років.
- У містичному телесеріалі «Кровні узи» Фіц-Рой з'являється в образі вампіра. Його роль виконав канадський актор Кайл Шмід.